# Kuno Fischer
Kuno Fischer (Ernst Kuno Berthold) (Sandewalde, Németország, 1824. július 23. – Heidelberg, 1907. július 5.) német filozófus.
A Heidelbergi Egyetemen professzorként filozófiát és német irodalmat tanított.
A Jénai Egyetemen tanított tárgya: A kanti vagy a kritikai filozófia története.

## Művei
- System der Logik und Metaphysik (1852)
- Die beiden Kantischen Schulen in Jena (Stuttgart, 1862)
- Geschichte der neuren Philosophie. 3. u. 4. Bd.Immanuel Kant und seine Lehre. 3. Aufl. Verlagsbuchhandlung Fr. Bassermann (München, 1882)
- Hegels Leben und Werke. (Heidelberg, 1911)

## Magyarul
- Fichte János Gottlieb százados ünnepén Fischer Kunó beszéde; ford. Szász Béla; Református Főiskola Ny., Sárospatak, 1865